# Phare de Montuosa
Le phare de Montuosa (en espagnol : Faro de Isla Montuosa) est un phare actif situé sur l'île Montuosa dans la province de Chiriquí. Il est géré par la Panama Canal Authority 

## Histoire
L'île Montuosa est une petite île inhabitée et boisée qui est au large du continent, à l'embouchure du golfe de Chiriquí et se situant à l'ouest de l'île Coiba.

## Description
Ce phare est une tour métallique à claire-voie, avec une galerie et une balise de 12 m de haut. La tour est peinte en blanc. Il émet, à une hauteur focale de 30 m, un long éclat blanc de 2 secondes par période de 7 secondes. Sa portée est de 11 milles nautiques (environ 20 km).
Identifiant : ARLHS : PAN... - Amirauté :
G3264 - NGA : 111-0020 .

## Caractéristique dufeu maritime
Fréquence : 7 secondes (W)
- Lumière : 2 secondes
- Obscurité : 5 secondes

### Lien connexe
- Liste des phares du Panama